# Río Noceda (afluente del Grande)
El río Noceda es un río de la provincia de Lugo, Galicia, España, un afluente del río Lexoso, después llamado río Grande, en el municipio de Ribadeo. Tiene su nacimiento en el lugar de Noceda, parroquia de A Devesa, en una paraje entre el monte Mondigo y el monte Comado.